# New Braunfels
New Braunfels é uma cidade localizada no estado norte-americano do Texas, no Condado de Comal e Condado de Guadalupe. É atravessada pelo rio Guadalupe.

## Demografia
Segundo o censo norte-americano de 2020, a sua população era de 90403 habitantes.

## Geografia
De acordo com o United States Census Bureau tem uma área de
76,2 km², dos quais 75,8 km² cobertos por terra e 0,4 km² cobertos por água.

## Localidades na vizinhança
O diagrama seguinte representa as localidades num raio de 16 km ao redor de New Braunfels.